# Frank Wolf
Frank Wolf (1968. május 9. –) német labdarúgó.

## Pályafutása
Frank Wolf 1990 nyarán szerződött a VfB Kiel csapatától a német élvonalbeli St. Pauli csapatához; a hamburgi csapatban 1990 szeptember elsején mutatkozott be a Bundesligában egy KFC Uerdingen 05 elleni mérkőzésen. Az 1990/91-es szezonban összesen huszonkét mérkőzésen lépett pályára a Bundesligában, egy gólt szerzett az 1. FC Kaiserslautern elleni októberi mérkőzésen. A szezon végén a St. Pauli a Stuttgarter Kickers elleni osztályozó mérkőzéseket követően kiesett a másodosztályba, Wolf a következő idényt pedig a magyar élvonalbeli Siófok kölcsönjátékosaként kezdte el, ahol csapattársa volt többek között Steffen Menze, Ion Adrian Zare és Fischer Pál. Az NB1-ben Wolf tizenöt mérkőzésen egy találatot szerzett (a Vasas csapata ellen), valamint két találkozón szerepelt az Intertotó-kupában is. 1991 telén Wolf visszatért a St. Pauli csapatához, másfél év alatt hat mérkőzésen szerepelt a Bundesliga 2-ben , mígnem 1993 nyarán szerződtette őt a német harmadosztályú Holstein Kiel csapata. A kieli csapatban 1993 és 2001 között futballozott, majd futballozott még az alacsonyabb osztályú TuS Felde és a TSV Altenholz csapataiban is. Labdarúgó pályafutását az utóbbi csapatnál fejezte be 2003-ban.